# Graafschap Hauenstein

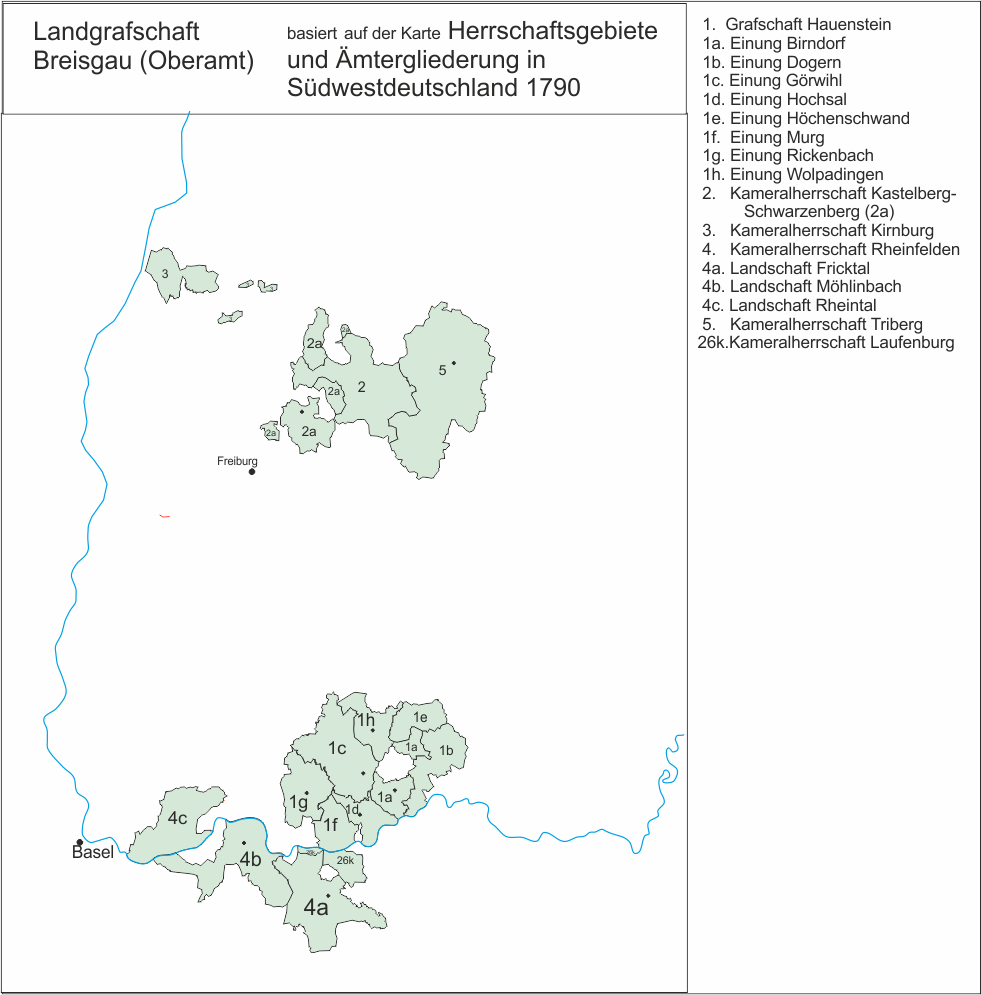
de onder direct Habsburgs bestuur staande gebieden binnen het landgraafschap Breisgau

Het graafschap Hauenstein maakte deel uit van het landgraafschap Breisgau, dat tot 1803 deel uitmaakte van Voor-Oostenrijk binnen het Heilige Roomse Rijk.
Het gebied was tot 1173 in handen van de graven van Lenzburg, die de voogdij voerden over de bezittingen van het sticht voor adellijke dames in Säckingen. In 1173 werden zij opgevolgd door de graven van Habsburg. In 1232 deelden twee Habsburgers hun bezittigen. Hauenstein viel daarbij aan de jongere tak Habsburg-Laufenburg. Omdat deze tak in de financiële problemen kwamen, verpandden zij in 1386 al hun bezittingen aan de oudste Habsburgse tak.  Na het uitsterven van Habsburg-Laufenburg in 1408 kwam het volledig in bezit van de oudere tak en werd het bestuurd door “woudvoogden” vanuit de burcht Hauenstein. In 1503 werd de zetel van de voogd verlegd  naar Waldshut. 
Nadat Oostenrijk de Derde Coalitieoorlog van Frankrijk had verloren, moest het in de Vrede van Presburg op 26 december 1805 veel gebied afstaan. Volgens artikel VIII van dat verdrag moest Oostenrijk o.a. het landgraafschap Breisgau, dus met Hauenstein, aan het keurvorstendom Baden afstaan. 